# Андрієвка (Славгородський округ)
Андрі́євка (рос. Андреевка) — село у складі Славгородського округу Алтайського краю, Росія.

## Населення
Населення — 96 осіб (2010; 163 у 2002).
Національний склад (станом на 2002 рік):
- росіяни — 58 %